# Justin Van Duyne
Justin Van Duyne (* 8. November 1981 in Arcadia, Kalifornien) ist ein US-amerikanischer Schiedsrichter im Basketball, der seit dem Jahr 2013 in der NBA tätig ist. Er trägt die Uniform mit der Nummer 64.

## Karriere

### College-Basketball
Vor dem Einstieg in die NBA arbeitete er als College-Basketballschiedsrichter u. a. in der Pacific-12 Conference, Mountain West Conference, Big West Conference, West Coast Conference und Western Athletic Conference.

### National Basketball Association
Van Duyne begann im Jahr 2013 seine NBA-Schiedsrichterlaufbahn beim Spiel der Golden State Warriors gegen die Detroit Pistons.
Zuvor war er vier Jahre als Schiedsrichter in der NBA G-League tätig.